# ハリル・アクブナル
ハリル・アクブナル (Halil Akbunar , 1993年11月9日 - )は、トルコ・イズミル県イズミル出身のプロサッカー選手。ベルギー・ファースト・ディビジョンA・KVCウェステルロー所属。ポジションはFW。

## クラブ経歴
アンタルヤスポルなどのユースチームを経て、2011年にギョズテペSKと契約。当時2部リーグのTFF1.リグでプロデビュー。2015-16シーズンはローン移籍でエラズースポルでプレーし、2部で28試合3ゴールを記録。ギョズテペに復帰した2016-17シーズンは2部リーグ7ゴールを決め、スュペル・リグ昇格に貢献。2020-21シーズンは自己最高の9ゴールを決めた。
2022年7月4日、KVCウェステルローと3年契約を結んだ。

## 代表歴
ユース世代からU-20代表などでプレーし、2021年3月にトルコ代表に初招集。28日のノルウェー戦で代表デビュー。その後UEFA EURO 2020の代表候補にも挙げられた。しかし、本大会の代表からは落選に終わった。